# Holzachterbahn

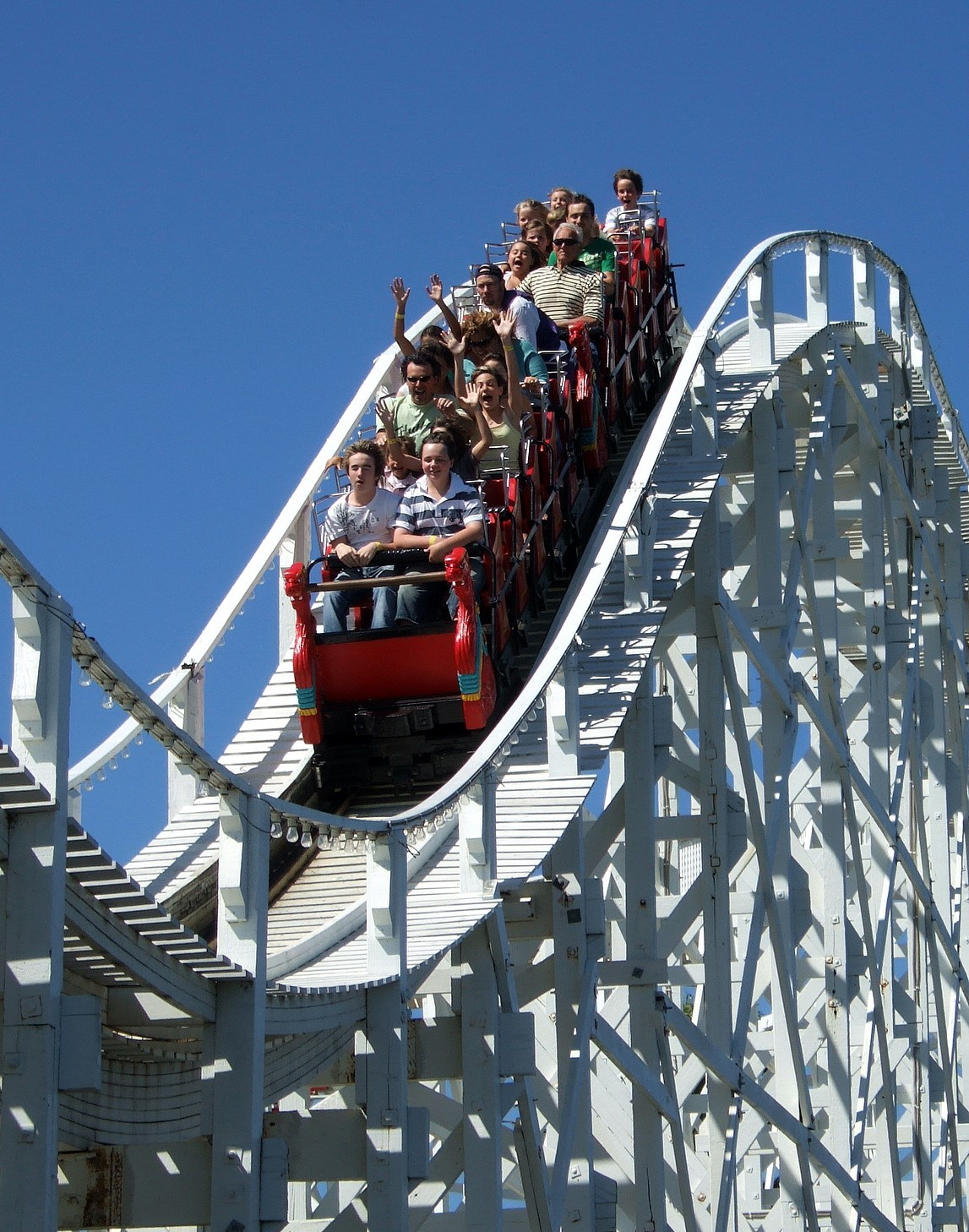
Scenic Railway im Luna Park Melbourne, eine der ältesten noch in Betrieb befindlichen Achterbahnen der Welt

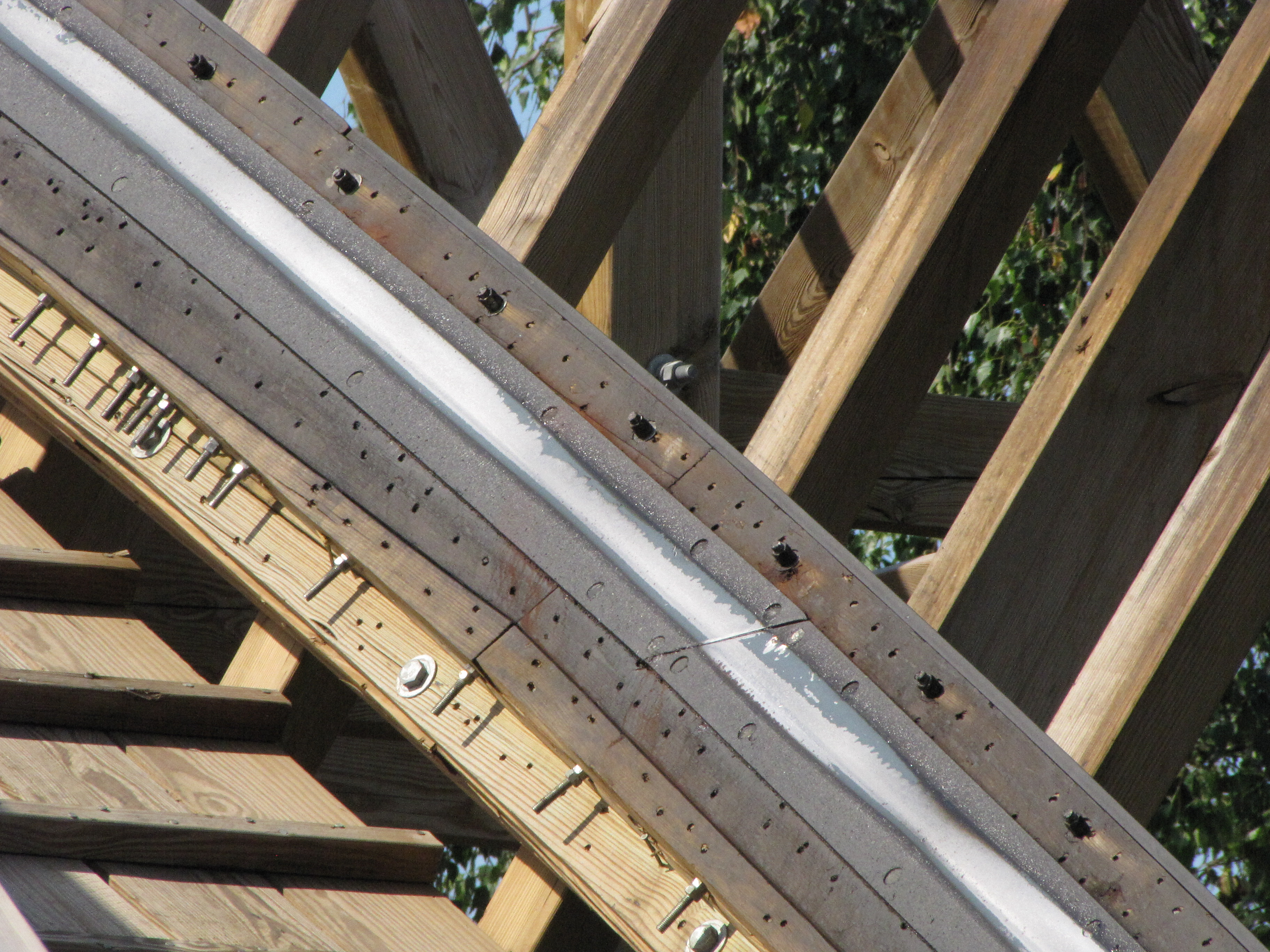
Die Schiene von Wodan – Timburcoaster im Europa-Park

Eine Holzachterbahn ist eine Achterbahn, deren Schienenkonstruktion weitgehend aus Holz besteht. Die Stützkonstruktion besteht bei den meisten Holzachterbahnen ebenfalls aus Holz, bei manchen Bahnen wird aber auch eine Metallkonstruktion eingesetzt. Die Schienen von Holzachterbahnen bestehen aus mehreren Schichten Holz, klassisch aus Brettern laminiert, mit Metallauflagen für die Laufflächen der Räder.

Schematische Darstellung einer Holzachterbahnschiene mit Fahrwerk – nach Entwürfen von John A. Miller von 1916
1: Laufrad, 2: Sidefriction Wheel, 3: Upstop Wheel, 4: Schiene mit Metallauflagen (rot), 5: Wagen

## Geschichte
Das erste als Achterbahn (Roller coaster structure) bezeichnete Fahrgeschäft und damit auch erste Holzachterbahn war die 1884 in Coney Island eröffnete Gravity Pleasure Switch Back Railway von LaMarcus Adna Thompson. Diese Bahn bestand aus zwei gerade verlaufenden hügeligen Strecken zwischen zwei erhöhten Plattformen. Die Wagen wurden nach Erreichen der jeweils gegenüberliegenden Plattform für die nächste Fahrt über ein Transfergleis auf die gegenüberliegende Strecke geschoben. Da die Wagen nur einfache Bänke ohne Rückenlehnen hatten, mussten sie nicht gedreht werden. Nach Vorbild dieser Bahn wurden an zahlreichen anderen Orten gleichartige Anlagen errichtet.
Als erste Bahnen mit geschlossenem Streckenverlauf wurden noch in den 1880er Jahren einfache Ovale gebaut. Kurz darauf entstanden die ersten Figur-8-Bahnen, von denen sich das deutsche Wort „Achterbahn“ ableitet. Die älteste noch in Betrieb befindliche Achterbahn, Leap the Dips im Lakemont Park, Altoona 1902 von Edward Joy Morris gebaut, ist eine solche Figur-8-Bahn.
Thompson war sehr erfolgreich mit seinen „Scenic Railway“ genannten Bahnen. Viele davon waren dem Namen entsprechend aufwendig gestaltet, etwa als künstliches Gebirgsmassiv oder durchfuhren Pavillons mit Dioramen und beweglichen Figuren. Derartige Bahnen hatten neben den Laufrädern nur seitliche Führungen (Sidefriction roller coaster), sie wurden bis in die 1930er Jahre gebaut, auch noch nach der Erfindung der Underfriction wheels. Heute sind nur noch wenige Scenic Railways erhalten. Die älteste noch betriebene ist die Scenic Railway im Luna Park, Melbourne von 1912.
1919 patentierte John A. Miller eine neue Form der Fahrwerks- und Schienenkonstruktion. Mit den Underfriction wheels, Rädern, die von unten an die Schienen greifen, werden die Wagen fest auf der Fahrstrecke gehalten. Damit war die Konstruktion von steileren Abfahrten, stärker geneigten Kurven und schneller überfahrenen Hügeln mit mehr Airtime möglich, und war wegweisend für die Entwicklung moderner Hochgeschwindigkeitsachterbahnen.
Der größte Teil der Holzachterbahnen aus der ersten Blütezeit, dem späten neunzehnten und frühen zwanzigsten Jahrhundert, ist nicht erhalten. Viele wurden schon nach wenigen Jahren abgerissen, um Platz für neue, aufregendere, Bahnen zu machen. Eine große Anzahl fiel auch Bränden zum Opfer. Viele wurden aufgrund der schlechten wirtschaftlichen Situation ihrer Betreiber geschlossen, zu großen Teilen in Folge der Weltwirtschaftskrise der 1930er Jahre. Aber auch später wurden noch viele alte Bahnen stillgelegt oder abgerissen. Zu großen Teilen ist auch die Dokumentation zu den frühen Achterbahnen sehr lückenhaft. Zu vielen Bahnen ist kaum etwas überliefert, häufig existieren nur noch Bilder auf Postkarten, die manchmal örtlich und zeitlich nicht mehr sicher zugeordnet werden können.
Einige alte Holzachterbahnen konnten vor dem Abriss geschützt werden. Zum Teil werden sie bis heute betrieben, einige sind dabei als national historische Wahrzeichen (USA) eingetragen oder wurden unter Denkmalschutz gestellt. Beispiele sind oben schon erwähnten oder der berühmte, noch betriebene, Cyclone im Astroland, Coney Island von 1927 oder die Scenic Railway im Dreamland Margate, Margate von 1920. Letztere wurde 2008 durch einen Brand beschädigt und anschließend wiederaufgebaut.

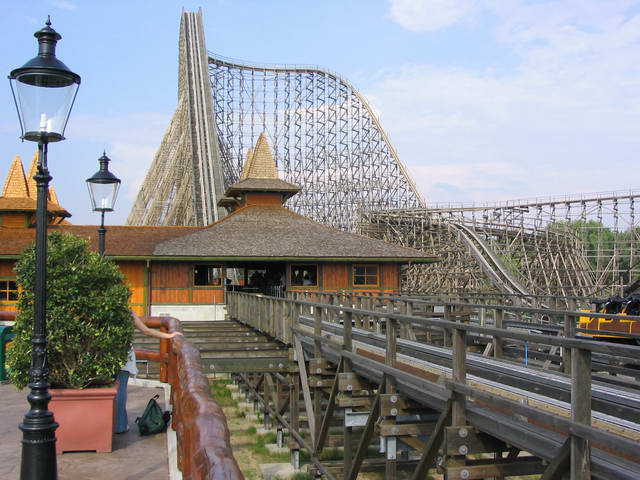
Colossos im Heide-Park von Intamin

Wild Wild West (heute Bandit) in der Warner Bros. Movie World war 1999 die erste Holzachterbahn, die in neuerer Zeit in Deutschland gebaut wurde. 2001 folgte als erster Intamin „Plug & Play Woodie“ Colossos im Heide-Park.

## Bauweise

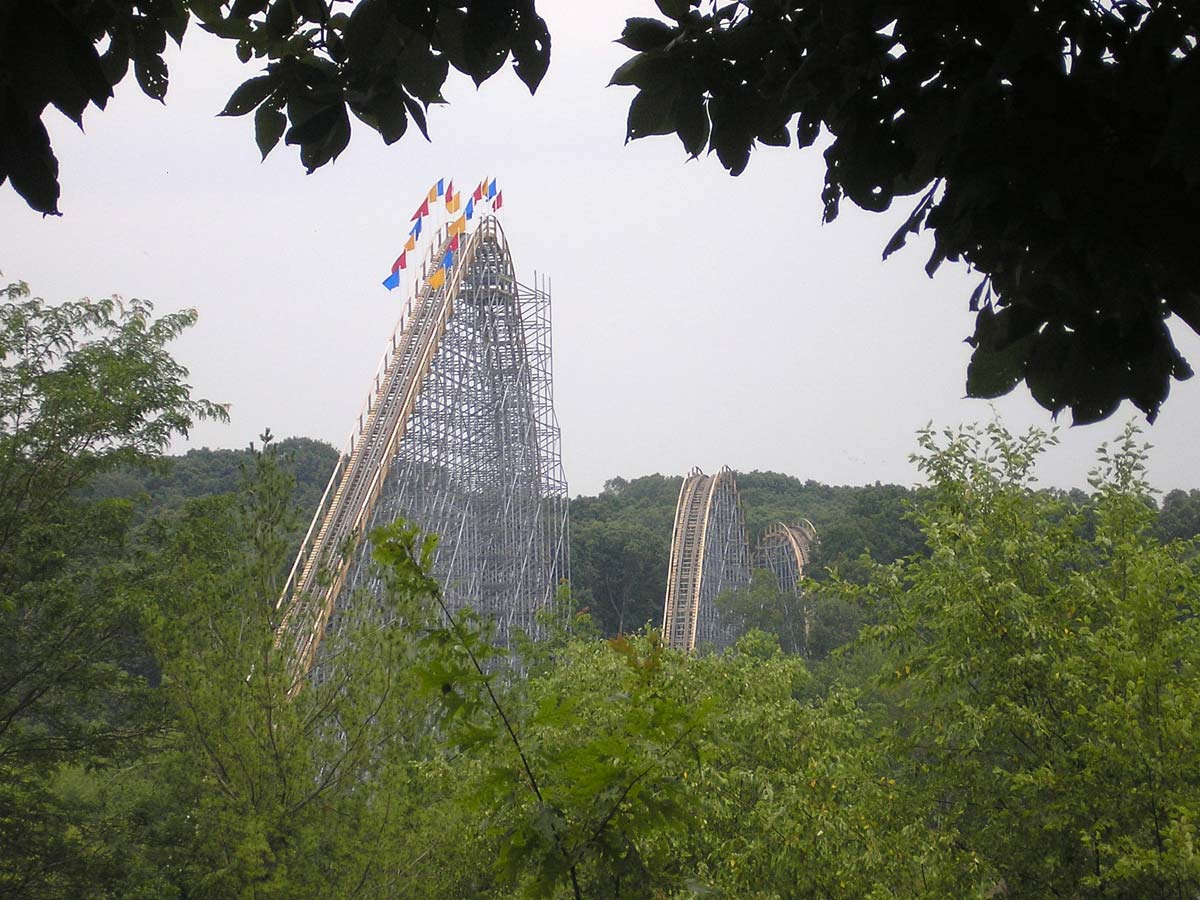
Hybrid Holzachterbahn The Voyage mit Stahlstruktur

Holzachterbahnen sind nicht vollständig aus Holz gefertigt. Nägel, Schrauben, Beschläge, Schienenbeläge, Fahrwerke und Räder der Züge sind aus Metall produziert. Bei den meisten Bahnen sind die Laufflächen der Räder aus Stahl, bei nur wenigen Anlagen werden wie bei den Stahlachterbahnen Laufflächen mit Polyuretanbeschichtung eingesetzt. Beispiele: Mammut im Erlebnispark Tripsdrill, Pegasus in Efteling.
Auch bei der Konstruktion von Stützstruktur und Schienen gibt es Abweichungen. So hat zum Beispiel Gemini in Cedar Point eine Holzstruktur, die Wagen fahren allerdings auf Stahlschienen (weiteres Beispiel: Diabolo – El Tren de la Mina | PortAventura). Viele von The Gravity Group gebaute Bahnen wie The Voyage in Holiday World haben zwar Laufstege und Geländer aus Holz, die Stützstrukturen sind allerdings aus Stahl. Diese Bahnen werden oft als Hybridholzachterbahnen (engl. Hybridcoaster) bezeichnet. Auch in Holzstützkonstruktionen werden zum Überbrücken größerer Distanzen oft Metallträger zusätzlich zu den sonst verwendeten Holzbalken eingesetzt.

## Hersteller

### Dinn Corporation
Die 1983 von Charles Dinn gegründete Dinn Corporation musste 1992 Konkurs anmelden. Seine Tochter gründete danach den Betrieb Custom Coasters International. Die Holzachterbahnen sind für ihr oft raues Fahrverhalten bekannt. Von den 13 hergestellten Bahnen sind mittlerweile sechs abgerissen, stillgelegt oder umgebaut.

### Custom Coasters International
Einer der bekanntesten Hersteller von Holzachterbahnen ist Custom Coasters International (CCI). Das Unternehmen wurde 1991 gegründet, ging aber im Juli 2002 während des Baus des New Mexico Rattlers bankrott und musste geschlossen werden. Die Firma hat in den 11 Jahren ihres Bestehens 34 Holzachterbahnen gebaut.
Nach dem Konkurs gründete sich aus einem Teil des Designer-Teams das Unternehmen The Gravity Group.
Die Wagen für die CCI Achterbahnen wurden oft von der Philadelphia Tobboggan Company hergestellt.

### Great Coasters International
Die 1994 gegründete Firma hat bisher weltweit 20 Holzachterbahnen gebaut und ist damit einer der erfolgreichsten Holzachterbahnhersteller.
Die Firma zeichnet sich unter anderem durch ihre Millennium Flyer-Züge aus, welche durch ihre gepolsterten Sitze bei neuen Bahnen für einen hohen Komfort sorgen sollen.

### The Gravity Group
The Gravity Group, die 2002 aus einem Teil des Designer-Teams von CCI gegründet wurde, baute die erste Holzachterbahn mit einer Kurvenneigung von 90°. Dazu wurden ein Großteil der in Betrieb befindlichen Bahnen als Hybrid-Coaster entworfen, welche eine Stahlkonstruktion als Stützen aufweisen und kein Holz.
Gleich dreimal wurde das neuartige Kurvensegment bei The Voyage verbaut, welche oft als eine der besten Holzachterbahnen geehrt wurde.

### Rocky Mountain Construction
Diese Firma trat, obwohl 2001 gegründet, erst 2010 mit dem Umbau der Holzachterbahn Texas Giant in Six Flags Over Texas in Erscheinung. Dabei wurden die ursprünglichen Holzschienen  vollständig durch ähnlich profilierte Stahl-Hohlprofilschienen des Systems IBox Track ersetzt, was wiederum extreme Neigungen und ein Gefälle bei der Abfahrt von 79° möglich machte.
Im März 2013 wurde als erste vollständig selbsterrichtete Bahn Outlaw Run eröffnet. Die Schienen sind hierbei jedoch nicht, wie bei Texas Giant, vollständig aus Stahlprofilen, sondern bestehen aus einem Körper aus laminiertem Holz mit einer hohlen, vorgebogenen Stahlauflage, dem sogenannten Topper Track. Dadurch sind dennoch für eine klassische Holzachterbahn untypische Elemente wie eine doppelte Heartline-Roll umsetzbar. Da alle drei verschiedenen Radtypen des Zuges zwar der üblichen Anordnung von Holzachterbahnsystemen entsprechen, die Laufräder sowie die Führungsräder Upstop- und Sidefriction-Wheel aber auf dem Stahlprofil der Topper-Track-Auflage laufen bzw. unter diese greifen, ist es strittig, ob es sich noch um eine Holzachterbahn handelt.
2013 wurde auch The Rattler in Six Flags Fiesta Texas ähnlich wie Texas Giant zur Iron Rattler umgebaut. Dabei beträgt das Gefälle 81° und es ist eine Inversion verbaut. Die Schienen werden vollständig aus Stahl gefertigt.

### Intamin
Intamin erweiterte die Möglichkeiten von Holzachterbahnen noch vor der Gravity Group mit einem neuen Prinzip, die Schienensegmete vollständig vorzufertigen und mit speziellen Kupplungen auf dem Gerüst miteinander zu verbinden, und nicht die Schienen vor Ort in Zimmermannsbauweise aus Brettern zu laminieren und an den Streckenverlauf anzupassen. Dabei werden alle konstruktiv festgelegten Biegungen, Radien, Verwindungen und Montagebohrungen des Brettschichtholz-Schienenstranges bereits bei dessen Fertigung auf computergesteuerten Maschinen eingebracht, bevor das Bauteil kesseldruckimprägniert wird. Jedes Schienensegment wird so zu einem individuell gefertigten Einzelstück. Achterbahnen, die mit dieser Technik erbaut wurden, werden als Plug&Play Woodie oder Prefabricated Wooden Coaster bezeichnet.
Die erste Ausführung dieses Bauprinzips ist Colossos im Heide-Park. Inspiriert davon wurde El Toro (Six Flags Great Adventure), die vor Outlaw Run die steilste Abfahrt eine Holzachterbahn besaß. Weitere Bahnen sind Balder (Liseberg) und T Express (Everland).

### Vekoma

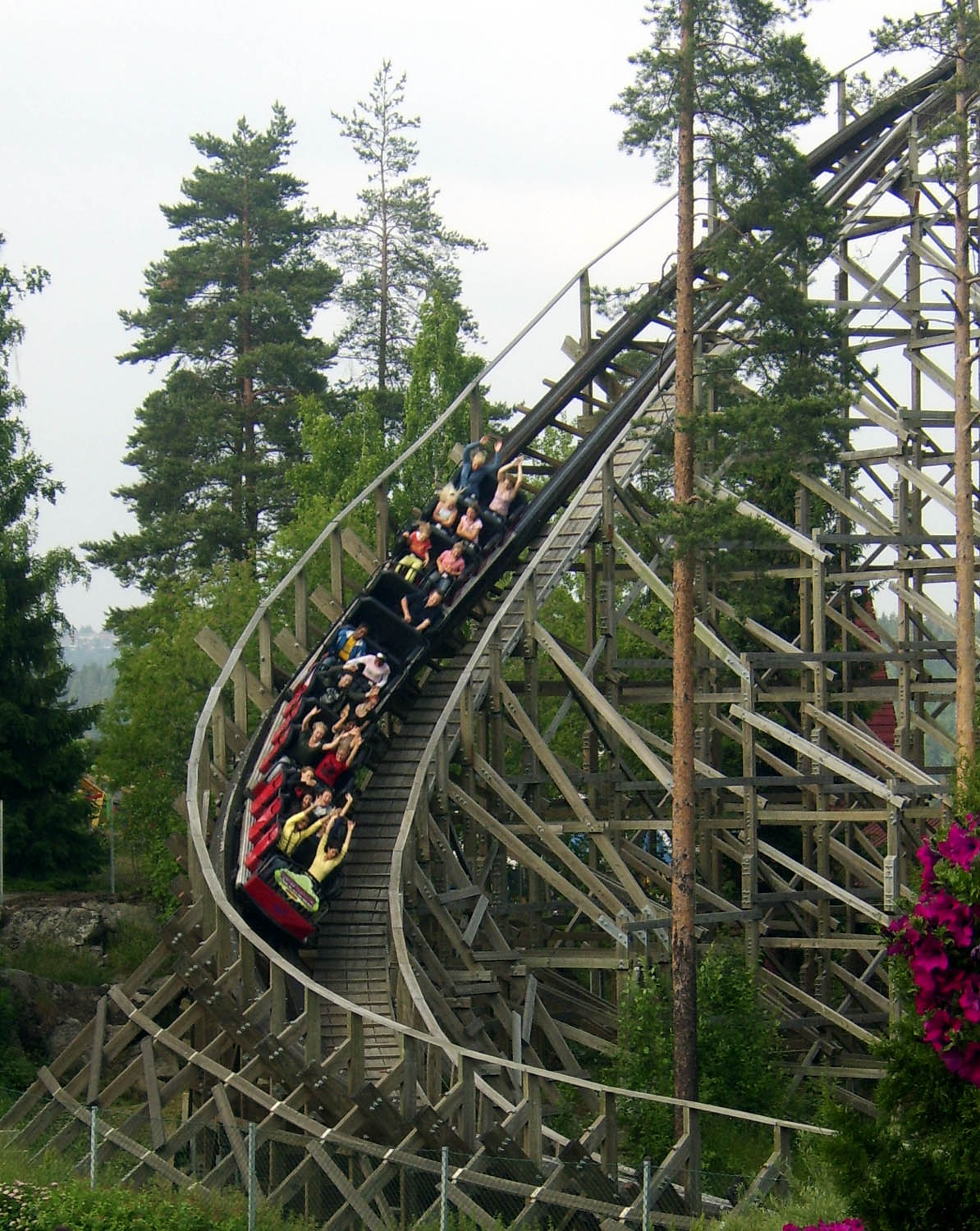
ThunderCoaster in TusenFryd

Der niederländische Achterbahnhersteller Vekoma ist eigentlich bekannt dafür, Stahlachterbahnen herzustellen. Allerdings hat Vekoma auch drei Holzachterbahnen hergestellt. Die erste Anlage war Robin Hood in Walibi Holland, die 2000 eröffnet wurde. Diese wurde 2018 geschlossen. 2001 wurden mit Loup-Garou in Walibi Belgium und ThunderCoaster in TusenFryd zwei weitere Holzachterbahnen eröffnet. Weitere Holzachterbahnen hat Vekoma nicht mehr hergestellt.